# Compains
Compains ist eine französische Gemeinde mit 126 Einwohnern (Stand: 1. Januar 2022) im Département Puy-de-Dôme in der Region Auvergne-Rhône-Alpes (vor 2016 Auvergne). Sie gehört zum Arrondissement Issoire und zum Kanton Le Sancy (bis 2015 Besse-et-Saint-Anastaise). 

## Lage
Compains liegt etwa 45 Kilometer südsüdwestlich von Clermont-Ferrand in der Limagne am Oberlauf des Flusses Couze de Valbeleix. An der Südost-Grenze verläuft sein späterer Zufluss Sault. Umgeben wird Compains von den Nachbargemeinden Besse-et-Saint-Anastaise im Norden, Valbeleix im Nordosten, Roche-Charles-la-Mayrand im Osten, Saint-Alyre-ès-Montagne im Südosten, La Godivelle und Espinchal im Süden sowie Égliseneuve-d’Entraigues im Westen und Südwesten.

## Bevölkerungsentwicklung
| Jahr                       | 1962 | 1968 | 1975 | 1982 | 1990 | 1999 | 2006 | 2013 |
| Einwohner                  | 383  | 337  | 261  | 237  | 207  | 162  | 156  | 129  |
| Quellen: Cassini und INSEE |      |      |      |      |      |      |      |      |

## Sehenswürdigkeiten
- Kirche Saint-Georges aus dem 13. Jahrhundert, seit 1904 Monument historique
- See von Montcineyre

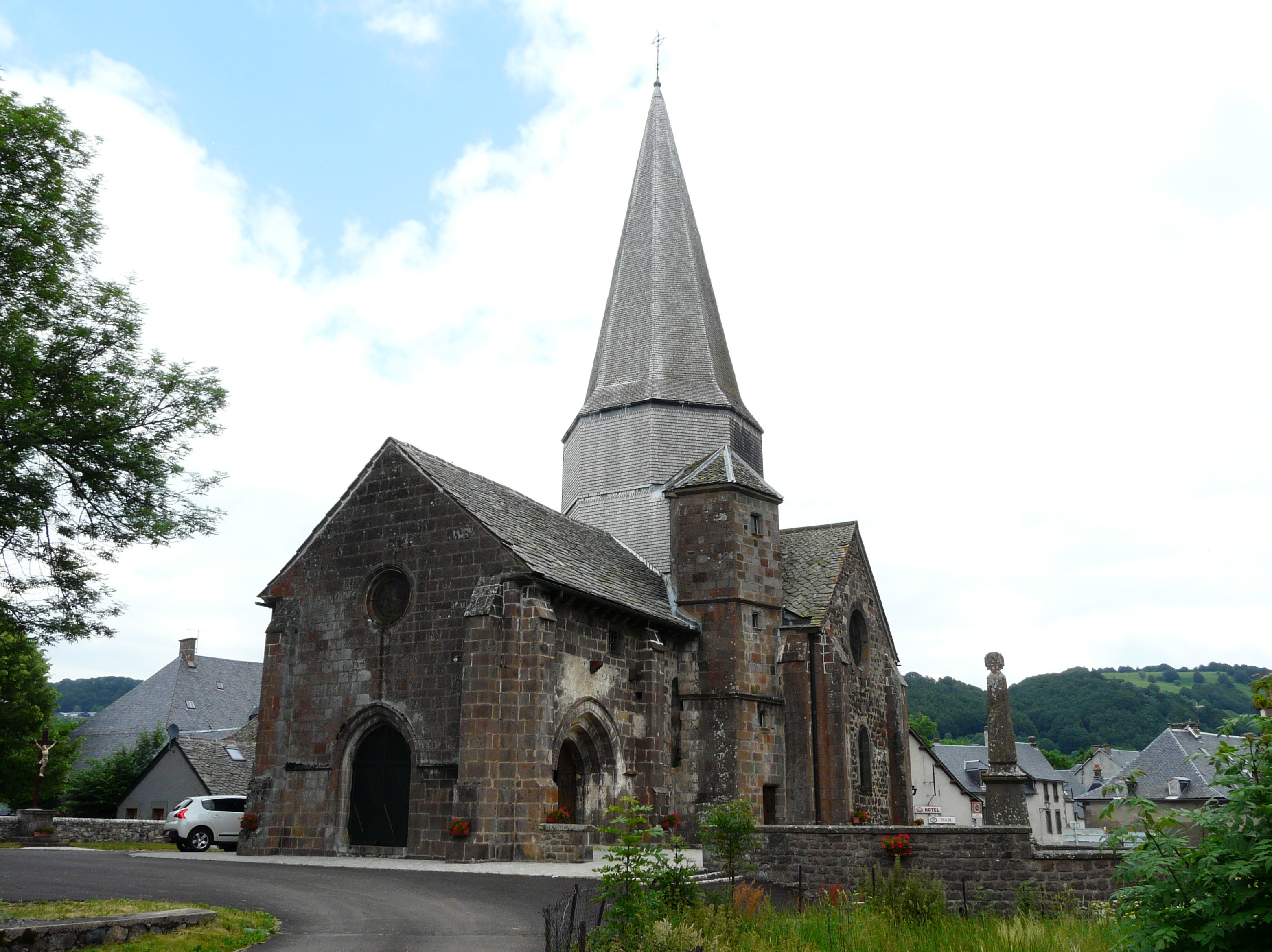
Kirche Saint-Georges
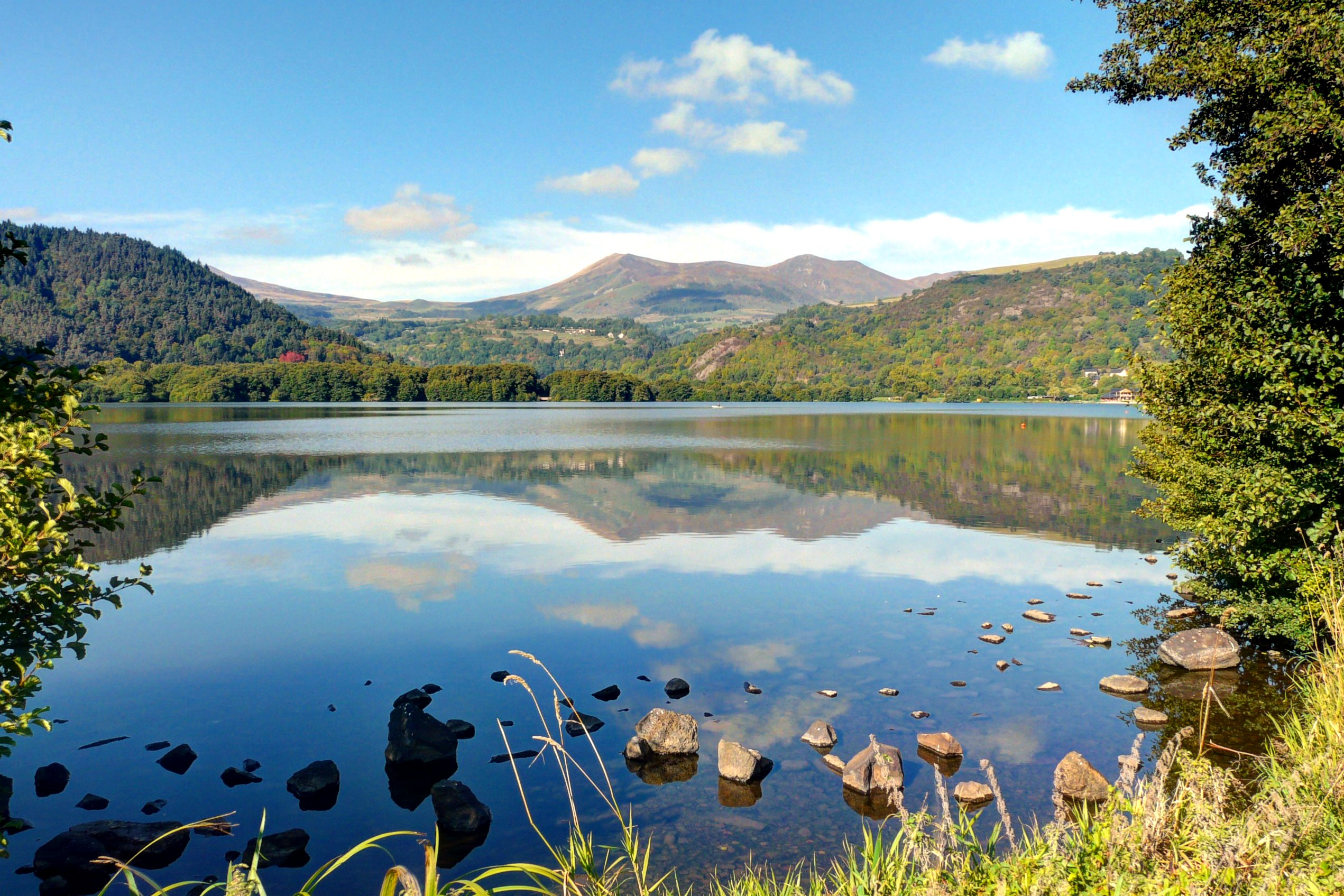
See von Montcineyre